# 2016-os Radio Disney Music Awards
A 2016-os Radio Disney Music Awards díjátadót április 30-án tartották a Microsoft Theater csarnokba Los Angelesben, de ünnepséget május 1-én mutatták be a Radio Disneyn és Disney Channelen. A kreatív producer Scooter Braun. Ez volt az első alkalom, hogy a magyarországi Disney Channel is leadta. 2016. május 27-én adták le Magyarországon.

## Jelöltek
A jelölteket április 4-én jelentették be.
| - Fall Out Boy - Fifth Harmony - One Direction - R5 - Ed Sheeran - Justin Bieber - Nick Jonas - Shawn Mendes - Adele - Meghan Trainor - Selena Gomez - Taylor Swift - "Bad Blood" – Taylor Swift - "Cheerleader" – OMI - "Stitches" – Shawn Mendes - "Watch Me (Whip/Nae Nae)" – Silento - "Love Me Like You Do" – Ellie Goulding - "One Call Away" – Charlie Puth - "Perfect" – One Direction - "Should've Been Us" – Tori Kelly - Beliebers – Justin Bieber - Directioners – One Direction - Harmonizers – Fifth Harmony - Swifties – Taylor Swift - Alessia Cara - Charlie Puth - Rachel Platten - Tori Kelly - DNCE - Daya - Kelsea Ballerini - Nathan Sykes - "Better When I'm Dancin'" – Meghan Trainor - "Cheerleader" – OMI - "I Don't Like It, I Love It" – Flo Rida feat. Robin Thicke & Verdine White | - Justin Bieber - One Direction - Taylor Swift - "Cake by the Ocean" – DNCE - "Dessert" – Dawin feat. Silento - "Gibberish" – MAX feat. Hoodie Allen - "What Do You Mean?" – Justin Bieber - "Cake by the Ocean" – DNCE - "Confident" – Demi Lovato - "Eyes Wide Open" – Sabrina Carpenter - "Honey, I'm Good." – Andy Grammar - "Focus" – Ariana Grande - "Break A Sweat" – Becky G - "Uma Thurman" – Fall Out Boy - "Watch Me (Whip/Nae Nae)" – Silento - "Bad Blood" – Taylor Swift - "Hello" – Adele - "Sorry" – Justin Bieber - "Stitches" – Shawn Mendes - Becky G - Gwen Stefani - Taylor Swift - Zendaya - "Dibs" – Kelsea Ballerini - "Fly" – Maddie & Tae - "God Made Girls" – RaeLynn - "Nothin' Like You" – Dan + Shay - Hunter Hayes - Kelsea Ballerini - Maddie & Tae - Sam Hunt - 5 Seconds of Summer - Sheppard - The Vamps - Imagine Dragons |

## Különdíjak
Gwen Stefani kapta meg a hős díjat, mert segített a kreatív munkájával.

## Fordítás
- Ez a szócikk részben vagy egészben  a(z)   2016 Radio Disney Music Awards című angol Wikipédia-szócikk ezen változatának fordításán alapul.  Az eredeti cikk szerkesztőit annak laptörténete sorolja fel. Ez a jelzés csupán a megfogalmazás eredetét és a szerzői jogokat jelzi, nem szolgál a cikkben szereplő információk forrásmegjelöléseként.